# Переробна промисловість
Переробна промисловість — галузь промисловості, в якій як сировина використовуються продукти сільського господарства (бавовна, вовна тощо) або видобуті видобувною промисловістю (нафта, природний газ, руда тощо).
Переробні галузі АПК — це комплекс підприємств, що переробляють сільськогосподарську сировину, з якої отримують продукти харчування і сировину для харчової промисловості. Вони забезпечують населення продуктами харчування та створюють певні ресурси для зовнішнього обміну.
У процесі постачання сировиною та збуту продукції переробна промисловість взаємодіє з заготівельними організаціями, підприємствами торгівлі та громадського харчування.
Найтісніші зв'язки переробних підприємств існують з сільським господарством. Процес взаємодії сільського господарства з переробними галузями ґрунтується на організаційно-економічній технологічній єдності виробництва, зберігання і переробки продукції рослинництва і тваринництва.  Зниження втрат, а також збереження якості продукції залежать від розвитку таропакувального господарства.

## Галузі переробної промисловості
До найважливіших галузей переробної промисловості належать:
- гірнича
- борошномельно-круп'яна,
- консервна,
- олійна,
- цукрова,
- крохмале-патокова,
- спиртово-бродильна,
- тютюнова,
- винопереробна,
- молочна,
- м'ясна та ряд інших.

Найважливішими факторами розміщення переробних галузей є сировинна база, чисельність і густота населення, форми організації виробництва, транспорт. Об'єктивними чинниками є природні умови і науково-технічний прогрес. Залежно від дії основних факторів галузі первинної переробки сільськогосподарської сировини поділяються на такі групи:
- Ті, що орієнтуються на джерела сировини: цукрова, консервна, крохмале-патокова, олійна;
- Ті, що тяжіють до місць споживання готової, продукції: молочна, бродильна;
- Ті, що одночасно орієнтуються на сировину і на споживача: м'ясна, борошномельно-круп'яна.